# Jakob Amsler
Johann Jakob Amsler (* 11. Oktober 1848 in Meilen; † 12. Februar 1909 in Tunis), war ein Schweizer Jurist und Politiker; bis 1894 war er in Meilen heimatberechtigt und seit 1892 in Aussersihl.

## Leben

### Familie

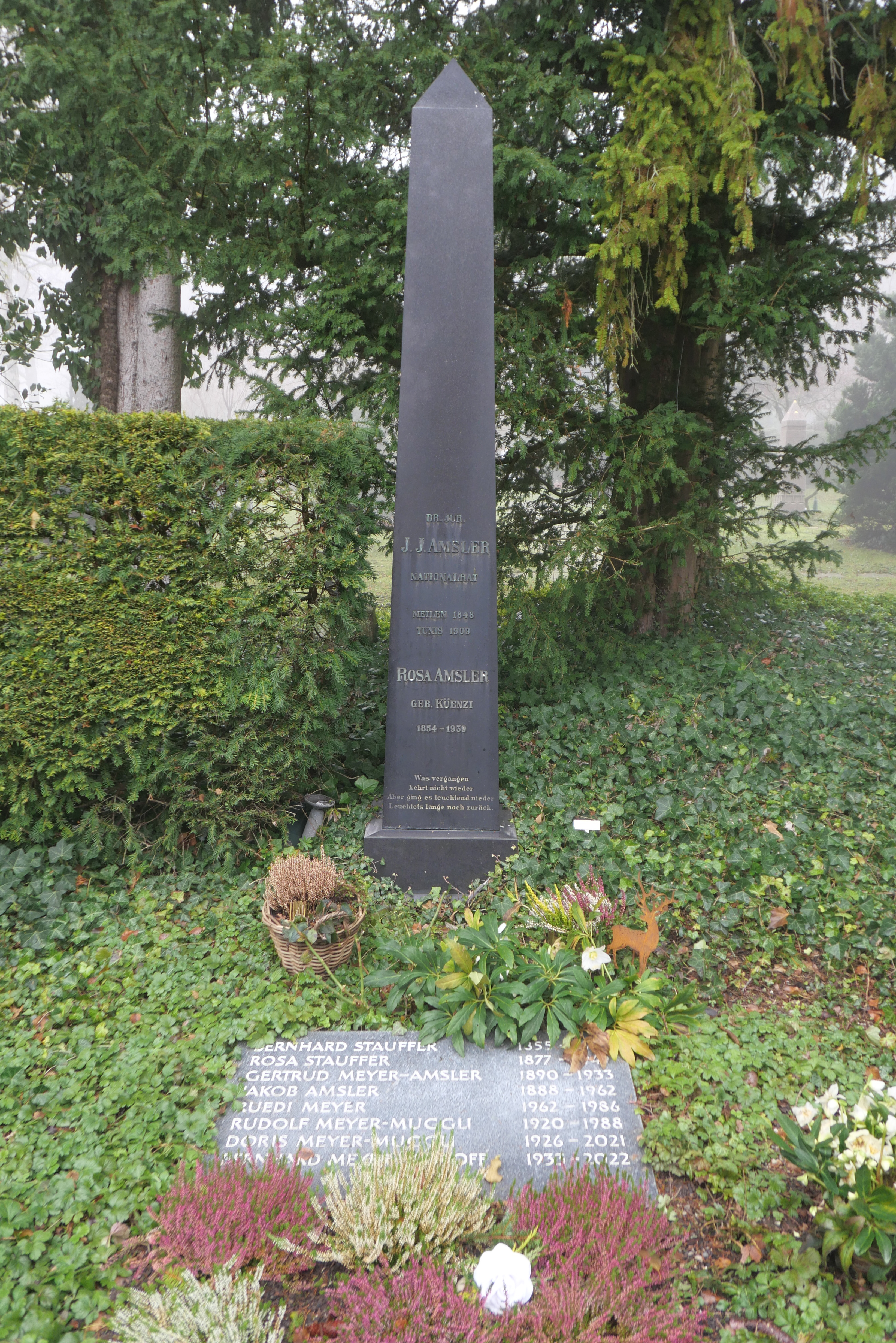
Das Familiengrab

Jakob Amsler war der Sohn von Johannes Amsler. Seit dem 18. April 1887 war er mit Elise Rosa (verwitweter Geldmacher) verheiratet, der Tochter von Peter Künzi aus Uebeschi.
Nach der Überführung seiner Leiche aus Tunis wurde er auf dem Friedhof Fluntern in Zürich beigesetzt. Im Nachbargrab ruhte sein ehemaliger Lehrer Heinrich Schweizer-Sidler.

### Werdegang
Nach seiner Immatrikulation im Jahr 1867 begann Jakob Amsler sein Studium der Rechtswissenschaften an der Universität Zürich, das er an der Juristischen Fakultät der Universität Heidelberg fortsetzte. Während dieser Zeit nahm er in Zürich auch an Vorlesungen von Eduard Osenbrüggen teil. Im Jahr 1871 schloss er in Zürich sein Studium ab und erlangte den Doktortitel in Rechtswissenschaften mit seiner Dissertation Die Möglichkeit einer Injurie an Verstorbenen.
Von 1871 bis 1874 war er Sekretär des Justiz- und Polizeidepartements, danach wurde er Substitut des Staatsanwalts. Von 1875 bis 1878 übte er den Beruf des ersten Staatsanwalts aus, gefolgt von seiner Tätigkeit als Rechtsanwalt von 1878 bis 1893.
Er war Mitglied im Verwaltungsrat und seit 1879 Filialpräsident der Schweizerischen Volksbank (siehe Credit Suisse) in Zürich. Er war auch Mitglied im Verwaltungsrat der Züricher Post, die 1879 gegründet worden war.
Jakob Amsler war Major in der Schweizer Armee und dort als Grossrichter tätig, bis er 1906 aus der Wehrpflicht entlassen wurde.

### Politisches Wirken
Jakob Amsler war ein einflussreicher Demokrat und hatte 1893 einen wesentlichen Anteil an der Eingemeindung von Aussersihl in die Stadt Zürich. Obwohl er sich dafür einsetzte, sozialpolitische Probleme mithilfe staatlicher Mittel zu lösen, befand er sich in Opposition zur wachsenden Sozialdemokratie.
Von 1882 bis 1902 war er Mitglied des Kantonsrats (1898 Vizepräsident, 1900 Präsident, 1906 Vizepräsident, und 1908 Präsident). Von 1892 bis 1909 war er auch Mitglied des Grossen Stadtrats von Zürich sowie vom 7. Dezember 1896 bis zum 6. Dezember 1908 Mitglied der radikal-demokratischen Fraktion im Nationalrat, für die er aus gesundheitlichen Gründen nicht mehr zur Wahl antrat.
Im Grossen Stadtrat war er unter anderem Mitglied der Rechnungsprüfungskommission, der Strassenbahnkommission und der Kommission zur Schaffung einer Berufsfeuerwehr. Im Nationalrat wurde er in die Kommission für das Schweizerische Landesmuseum gewählt.
1901 trat er von seinem Amt als Gemeindepräsident zurück.

### Mitgliedschaften
Jakob Amsler war Mitglied des Grütlivereins sowie der Demokratischen Partei, die 1867 im Kanton Zürich entstanden war.

## Schriften (Auswahl)
- Die Möglichkeit einer Injurie an Verstorbenen. 1871 (Digitalisat).